# Oswald Kabasta
Oswald Kabasta (Mistelbach (Baixa Àustria), 29 de desembre, 1896 - Kufstein (Estat del Tirol), Àustria 6 de febrer, 1946), va ser un director i compositor austríac.

## Biografia
Kabasta va estudiar a l'Acadèmia de Música de Viena del 1913 al 1916, entre altres coses. amb la direcció de Joseph Marx i el deixeble d'Bruckner, Ferdinand Löwe. També va prendre classes particulars amb Franz Schmidt. Primer treballant com a professor de música, va rebre el càrrec de director a Wiener Neustadt; El 1923 va esdevenir director del cor de Baden 1862 a Baden, prop de Viena. Després de dos anys de direcció amb èxit a l'orquestra municipal de Graz, va ser nomenat director general de música municipal a Graz el 1928. El 1931 Kabasta es va convertir en director de concerts i música de Radio Verkehrs AG i va dirigir la seva orquestra; El 1931 també va assumir la direcció de la classe de direcció de l'Acadèmia de Música de Viena a Franz Schalk, un altre deixeble important de Bruckner. El maig de 1932, el ministre d'Educació Anton Rintelen i el seu cercle van fer el pla (no realitzat) de guanyar Kabasta per a un compromís permanent al Teatre de l'Òpera de Viena a partir del setembre de 1932, les relacions del qual amb RAVAG van patir "nombroses inhibicions i desacords".

L'exitosa carrera de Kabasta va donar lloc a nombrosos concerts amb l'Orquestra Filharmònica de Viena i el 1934, com a successor de Ferdinand Löwe, va ser nomenat director en cap de la Simfònica de Viena. Va tornar a formar l'orquestra i va fer una gira amb ella per Itàlia i Anglaterra. La seva influència va durar molt després de la seva mort, els músics de l'orquestra encara es referien a ell als anys setanta:
| « | "Però sota Kabasta es tocava d'una manera completament diferent." | » |

El 1938, Kabasta va afirmar al NSDAP que no havia acceptat "un sol jueu" durant el seu temps amb l'Orquestra Simfònica de Viena. Abans de 1938, però, la premsa nazi havia atacat Kabasta pel seu treball de músics i directors jueus al RAVAG, per exemple Fred Fobau., El 1938 va esdevenir director en cap de la Filharmònica de Munic, succeint al conegut intèrpret Bruckner, Siegmund von Hausegger. Encara que Kabasta va ser membre del Partit Nacionalsocialista Alemany dels Treballadors després de l'"Anschluss" d'Àustria, encara va incloure obres indesitjades de Paul Dukas, Gustav Mahler, Felix Mendelssohn Bartholdy i Béla Bartók als seus programes a Munic. La seva estreta col·laboració amb l'orquestra, amb la qual va emprendre nombroses gires durant la Segona Guerra Mundial, va acabar l'agost de 1944. La Tonhalle de Munich, la seu des de 1895, va ser destruïda pels atacs aeris a Munic. A la fase final de la Segona Guerra Mundial, va ser inclòs a la llista donada per Hitler l'agost de 1944, fet que li va estalviar el servei militar, fins i tot al front interior.
Després de la guerra, els aliats van prohibir a Kabasta continuar treballant com a director d'orquestra. Va ser acusat d'unir-se al NSDAP ja el 1932. Hans Rosbaud va assumir la direcció de la Filharmònica de Munic. Kabasta es va ensorrar a causa d'aquesta prohibició professional (la ciutat de Munic havia aturat els pagaments a Kabasta l'octubre de 1945 a instàncies de la Divisió de Control de la Informació i el va acomiadar sense previ avís). Es va treure la vida amb una sobredosi de pastilles per dormir.
Es conserva una feina parcial a la Biblioteca Estatal de Baviera (departament de música, manuscrits).

## Caràcter
Com a conseqüència del suïcidi de Kabasta, el món de la música va perdre un director important que, com altres músics "carregats", sens dubte hauria pogut tornar a actuar i segurament hauria tingut un lloc entre els grans músics de l'època, sobretot pel seu compromís amb les actuacions en versió original. També estava especialment compromès amb l'obra de Johann Nepomuk David i el seu mestre Franz Schmidt; L'estrena de l'oratori Das Buch mit sieben Siegeln, prevista per al 13 de març de 1938, es va haver d'ajornar al juny de 1938 a causa de l'"Anschluss". Kabasta també va assumir la direcció de l'estrena de la cantata Deutsche Auferstehung de Schmidt. Una cançó festiva de l'abril de 1940.
Kabasta va ser un director d'orquestra que va crear una tensió musical enorme a través de tempos ràpids però també molt variables (com molts altres directors de l'època, especialment Wilhelm Furtwängler), però que, tanmateix, no va descuidar l'encant i el sentit del so (a causa dels seus orígens austríacs). La seva gravació de la molt interpretada Simfonia del nou món de Dvořák de 1944, produïda per a ràdio, es creia que era per Furtwängler fins al 1990. En realitat, és la interpretació més salvatge d'aquesta. Hi ha altres gravacions importants de la (Simfonia núm. 3) lEroica de Beethoven i la Simfonia núm. 4 de Bruckner, així com enregistraments d'estudi i ràdio de la 7a i 9a de Bruckner, la 3a, 4a i 5a de Schubert, la 8a de Beethoven i la Simfonia núm. 41, Júpiter de Mozart.

## NSDAP
Kabasta es va convertir en membre de la Seguretat Nacional d'Estíria el 1932, els líders de la qual Walter Pfrimer i Konstantin Kammerhofer es van unir a les SA el 1934 juntament amb la majoria dels membres de l'associació. Kabasta va sol·licitar ser membre del NSDAP el 19 de maig de 1938 i va ser admès retroactivament a l'1 de maig del mateix any (número de membre 6.209.372). Els números del partit NSDAP del bloc 6.100.001 al 6.600.000 estaven reservats per als membres del partit que es van fer actius per al partit a Àustria després que el NSDAP fos prohibit (19 de juny de 1933). La data general d'admissió d'ells era l'1 de maig de 1938.

El 4 de febrer de 1946, dos dies abans del seu suïcidi, va declarar, entre altres coses, en una carta de comiat adreçada a l'alcalde de Munic que s'havia afiliat al NSDAP el 1932, prohibit a Àustria des del juny de 1933:
| « | "Avui m'he assabentat a Munic quan em van convocar al govern militar […] que hi havia un 'formulari de personal per a convidats d'honor' del febrer del 39 que havia dibuixat, del qual no en tenia ni idea, però hi havia. Tinc la data d'incorporació al partit el 32 de febrer (!!). Això està malament. La meva informació posterior que em vaig registrar a Viena el maig de 1938, és a dir, després de l'annexió, és correcta. Ho juro al Senyor Déu, que aviat serà el meu jutge. A principis de la dècada de 1930 vaig fer donacions a la Seguretat Nacional d'Estíria unes quantes vegades i després, després d'unir-me, vaig rebre la confirmació de l'aleshores director de radiodifusió a Graz, Franz Huber, després director del Reichssender de Viena, que havia fet contribucions regulars des de febrer del 32. Aquest no va ser el cas […]. Més tard vaig saber que tota l'Estíria. La Seguretat Nacional, de la qual mai vaig ser membre, va ser transferida completament al NSDAP. […] De fet, la data indicada (II/32) no se'm va acreditar, de fet, més tard […] vaig rebre, al mateix temps que el trasllat de Viena a Munic, la notificació que el meu ingrés estava previst; 38 de maig. […] […] abans del maig del 38 no tenia res a veure amb la festa". | » |

– Oswald Kabasta (1946)
Comentari de Prieberg: "El 1946, les autoritats d'ocupació tenien la targeta d'arxiu NSDAP Kabastas amb la data d'entrada. La tortura que va provocar la mort va ser un crim de lesa humanitat. Un exemple més que les personalitats honestes i sensibles no eren rivals per als absurds de la "desnazificació" dels buròcrates hostils del govern militar; Només els de pell gruixuda van continuar la seva carrera sense escrúpols." L'afirmació protectora de Kabasta que l'admissió el 1938 només era "en perspectiva" no era certa, però, ja que la seva confirmació de la re inscripció de Viena a Munic el 8 de febrer, 1940 va declarar que va presentar la seva targeta de soci i que va pagar les quotes de soci el novembre de 1940.

## Honors
- Creu de cavaller de l'Ordre del Mèrit d'Àustria (1935)[13]
- Anell d'Anton Bruckner (1936)
- Kabastastraße a Pasing (1956)[14]
- Kabastagasse a Liesing (Viena) (1959)[5]

## Composicions
- Adam und Eva oder Komiker und Soubrette, Singspiel
- Rosentraum, Opereta

Música de cambra

- Klavierwerke